# Antonín Randa

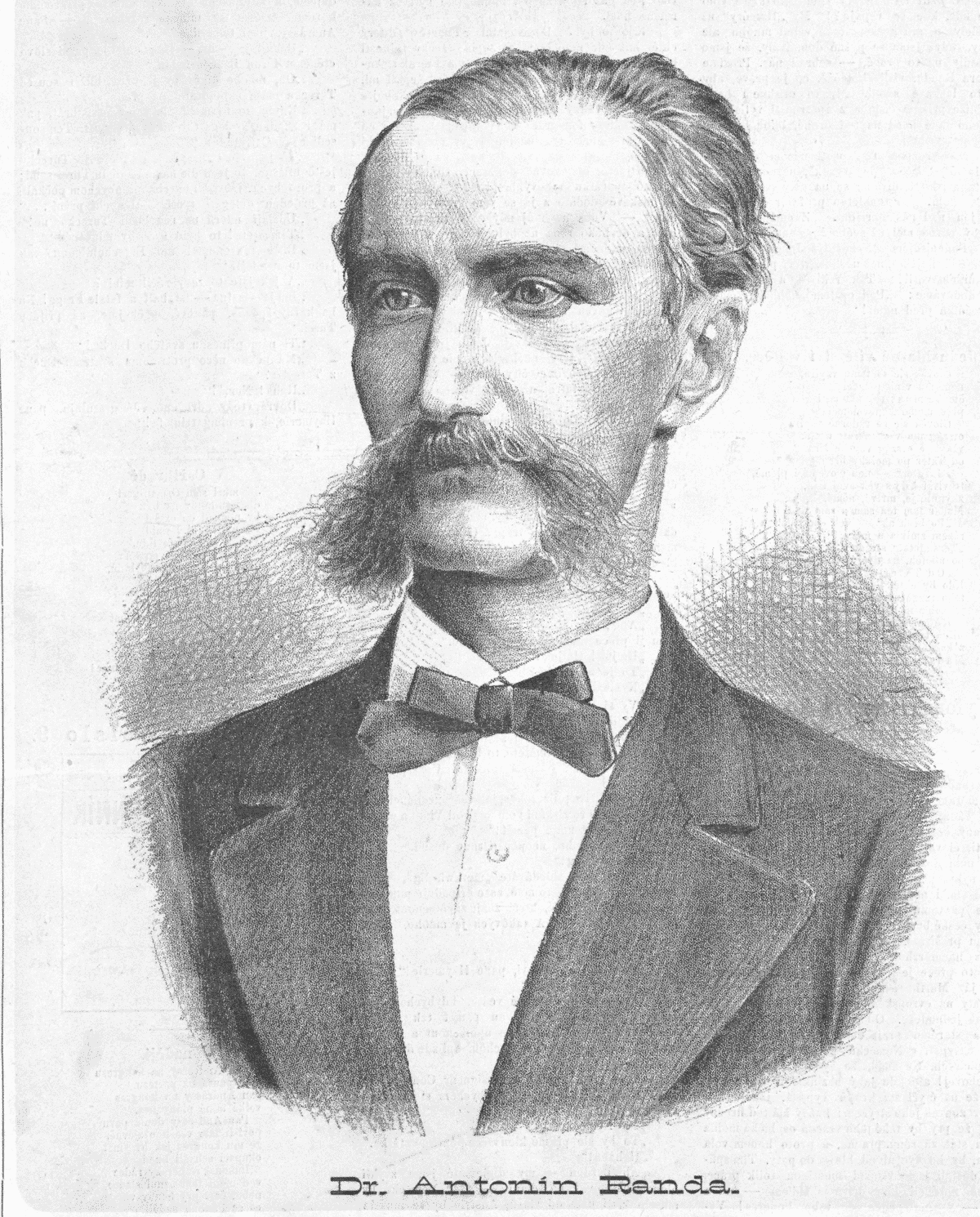
Antonín Randa (1878)

Antonín Randa, auch Anton Ritter von Randa (* 8. Juli 1834 in Bistriz; † 6. Oktober 1914 in Dobrichowitz) war ein österreichischer Jurist und Politiker der österreichisch-ungarischen Monarchie.

## Leben
Antonín Randa war ein Sohn des am 14. Februar 1863 verstorbenen k. k. Bezirksrichters Wenzel Randa und seiner Frau Salomene, geb. Neupauer. Sein Vater war zuerst Advokat in Taus und übersiedelte 1823 nach Bistriz, wo er bis 1850 die Stelle eines Justitiars der ehemaligen Herrschaft Bystřice bekleidete. Nach der Aufhebung der Patrimonialgerichtsbarkeit wurde er Bezirksrichter. Der Sohn Antonín besuchte die Elementarschulen in seinem Geburtsort, später in Taus, von 1844 bis 1850 das Gymnasium in Klattau und danach die philosophischen Jahrgänge in Prag, wo er auch 1852 an der dortigen Universität Rechtswissenschaften zu studieren begann. Anfangs interessierte er sich vor allem für Volkswirtschaft, wozu er insbesondere durch die lebensvollen Vorträge Peter Mischlers angeregt wurde.
Während seiner Studienzeit unternahm Randa auch Reisen, zunächst in seiner eigenen Heimat, dann in Deutschland, Belgien, in der Schweiz, besuchte 1854 die Ausstellung in München, 1855 jene in Paris und berichtete in verschiedenen Prager Zeitschriften über diese Ausflüge. Nach dem Studium der Volkswirtschaft wandte er sich unter dem Einfluss von Eduard Chambon und Unger jenem des Zivilrechts zu. 1858 erlangte er die juridische Doktorwürde. Er widmete sich nun zunächst der Gerichtspraxis und wurde Aktuar beim Bezirksgericht in Smichow. Dann studierte er österreichisches Zivilrecht und erlangte 1860 die von ihm gewünschte Dozentur für dieses Fach an der Prager Universität. 1861 begann er seine Vorlesungen in tschechischer Sprache. 1862 wurde er außerordentlicher Professor für Privatrecht an der Prager Hochschule. Die Zahl seiner Hörer wuchs beständig, bis es 1866 deren 54 waren.
1864 gründete Randa zusammen mit den Doktoren Josef Stanislav Prachenský, Jakub Škarda u. a. den Prager juristischen Verein (Právnická jednota), der die tschechische Sprache im Rechts- und Gerichtswesen Böhmens zu verbreiten suchte. In der von ihm 1861 mitbegründeten juristischen Zeitschrift Právnik verfasste er zahlreiche Abhandlungen über das österreichische Zivilrecht. Mit Hermenegild Jireček arbeitete er eine tschechische Übersetzung der Institutiones Iustiniani aus, wovon ein ansehnlicher Teil in den Jahrgängen 1864–66 des Právnik abgedruckt erschien. Aber auch in deutscher Sprache war er in seinem Fach tätig und schrieb viele Beiträge für deutsche Fachjournale wie beispielsweise die Österreichische Gerichtszeitung und das in Leipzig von Siebenhaar herausgegebene Archiv für Wechsel- und Handelsrecht.
1868 erfolgte Randas Ernennung zum ordentlichen Professor für Privatrecht an der Prager Karls-Universität. An derselben Hochschule wirkte er später darüber hinaus auch als Professor für Handels- und Wechselrecht. Nach der Aufteilung der Prager Hochschule in eine tschechische und deutsche Universität (1882) hatte er die ordentliche Professur an ersterer Institution inne; von 1883 bis 1884 war er auch Rektor der tschechischen Universität. Im Januar 1881 wurde er lebenslanges Mitglied des österreichischen Herrenhauses, kurz darauf Mitglied des Reichsgerichts.
Randa behandelte in seinen wissenschaftlichen Veröffentlichungen in erster Linie das österreichische Privatrecht. Durch seine Eigentumserwerbstheorie der Wertpapiere lieferte er einen wertvollen Beitrag zum Handelsrecht. Bei seinen juristischen Arbeiten interessierte er sich auch für wichtige europäische Rechtsnormen. Ferner regte er durch diverse Empfehlungen Reformen an, die dem gesellschaftlichen Wandel Rechnung tragen sollten. Juristische Ehrendoktorate verliehen ihm 1888 die Universität Bologna und 1900 die Universität Krakau. 1879 wurde er zum ordentlichen Mitglied der königlichen böhmischen Gesellschaft der Wissenschaften berufen. 1908–1914 war er Präsident der Böhmischen Kaiser Franz Josephs-Akademie für Wissenschaften, Literatur und Kunst in Prag, der er seit ihrer Gründung 1890 angehörte.  
Politisch war Randa aktives Mitglied der Alttschechischen Partei und wurde 1904 im Kabinett von Ernest von Koerber zum tschechischen Landsmannminister  ernannt, welches Amt er bis 1906 ausübte.  
Der mit Angela, geb. Kulik, Tochter des österreichischen Mathematikers Jakob Philipp Kulik, verheiratete Jurist starb am 6. Oktober 1914 im Alter von 80 Jahren in Dobrichowitz. 

## Veröffentlichungen (Auswahl)
- Der Besitz nach österreichischem Rechte mit Berücksichtigung des gemeinen Rechtes, des preußischen, französischen und sächsischen Gesetzbuches, Leipzig 1865; 4. Aufl. 1895
- Der Erwerb der Erbschaft nach österreichischem Rechte, auf Grundlage des gemeinen Rechts mit Berücksichtigung des preußischen, sächsischen und Zürcher Gesetzbuches, Wien 1867
- Přehled, vzniku a vývinu desk, čili knih veřejných hlavně v Čechách a na Moravě (d. h. Übersicht des Ursprungs und der Entwicklung der Grund- und öffentlichen Bücher, hauptsächlich in Böhmen und Mähren), Prag 1870
- Das Eigenthumsrecht nach österreichischem Rechte mit Berücksichtigung des gemeinen Rechtes und der neueren Gesetzbücher I, tschechisch 1871, 7. Aufl. 1922; deutsch Leipzig 1884, 2. Aufl. 1893
- Das österreichische Wasserrecht mit Bezug auf ungarische und ausländische Wassergesetzgebungen, 3. umgearbeitete Aufl. Prag 1891; 4. Aufl. 1897; mit dem Nachtrag Die Wassergenossenschaften nach österreichischem Rechte, Prag 1898
- Das Österreichische Handelsrecht mit Einschluß des Genossenschaftsrechtes, deutsche Ausgabe, bearbeitet unter Beihilfe von B. J. Wolf, 2 Bände, Wien 1905; 2. Aufl. 1911–12
- Die Schadenersatzpflicht nach österreichischem Rechte insbesondere aus Eisenbahn- und Automobilunfällen mit Bedachtnahme auf ausländische Gesetzgebungen. Manz, Wien 1907; 3. Aufl. 1913